# Liste der denkmalgeschützten Objekte in Černíkov
Grundlage dieser Liste der denkmalgeschützten Objekte in Černíkov ist die ÚSKP-Liste (Ústřední seznam kulturních památek České republiky, deutsch Zentrale Liste der Kulturdenkmäler der Tschechischen Republik), die von der tschechischen Denkmalschutzbehörde NPÚ (Národní památkový ústav, deutsch Nationale Denkmalbehörde) seit 1987 geführt wird und an die seit dem Jahr 1850 geschaffenen Listen anschließt.

## Denkmalgeschützte Objekte nach Ortsteilen

### Černíkov
| Lage                                    | Objekt             | Beschreibung                                           | ÚSKP-Nr.                  | Bild           |
| --------------------------------------- | ------------------ | ------------------------------------------------------ | ------------------------- | -------------- |
| Černíkov, Hügel Velký Kouřim (Standort) | Ruchomperk-Schloss | Wahrscheinlich eine der ältesten tschechischen Burgen. | 30089/4-2161 Info Katalog | weitere Bilder |

### Slavíkovice (Černíkov)
| Lage                              | Objekt            | Beschreibung | ÚSKP-Nr.                  | Bild           |
| --------------------------------- | ----------------- | --- | ------------------------- | -------------- |
| Slavíkovice (Černíkov) (Standort) | Kirche St. Joseph | Eine Kirche mit einem rechteckigen Kirchenschiff, einem schmalen rechteckigen Presbyterium, einer angrenzenden Sakristei und einem prismatischen Turm über der Westfassade. Wertvolle klassizistische Architektur von 1827 mit erhaltenem wertvollem Interieur. | 10315/4-4905 Info Katalog | weitere Bilder |